# Carlos Nine
Carlos Nine (Haedo, 21 de febrero de 1944 - Olivos, 16 de julio de 2016) fue un dibujante, pintor y escultor argentino.

## Biografía
Entre 1983 y 1990 dibujó innumerables tapas de la revista Humor, dirigida por su colega Andrés Cascioli. 
Dibujó en las revistas Fierro, L'Écho des Savanes, Il Grifo, Co & Co, Noticias y en las ediciones de la Playboy de Estados Unidos, Argentina e Italia. Sus dibujos aparecieron regularmente en los diarios Clarín y Le Monde. Ilustró las primeras ediciones de las Crónicas del Ángel Gris y El libro del fantasma, de Alejandro Dolina. En Francia editó, entre otros, los libros Crímenes y Castigos (1991) y Fantagas (1995), con textos y dibujos propios.
Su libro "Le Canard qui Amait Les Poules" recibió el premio "Fauve D'Or" (2001), otorgado por el Salón del Comic de Angouleme.
En 2005 vio publicada una adaptación del capítulo 16 de la primera parte de El Quijote en la obra colectiva Lanza en astillero.
En relación con un artículo que explora la naturaleza y particularidades de su obra, Nine observó a principios de 2009:

Cuando uno dobla la esquina y se topa con un unicornio, no hay nada que se pueda hacer, es un unicornio. [...] Mi trabajo disfruta y padece de la misma singularidad que mi tierra. No nací de un repollo, soy el resultado de esta cultura particular. Soy tan original o detestable como mi país, y me hago cargo de esa amorosa responsabilidad.

En 2012 Carlos Nine recibió el Premio Konex de Platino como el más destacado ilustrador de la década en la Argentina.
Respecto de su oficio de dibujante, Carlos Nine dijo “Calé es uno de los tipos que me impulsó a dibujar. Así que fijate la importancia que tiene la gráfica popular para despertar la vocación. Yo me enteré primero de la existencia de "Buenos Aires en camiseta" o de Patoruzú antes de saber de La Gioconda o Van Gogh”.

## Libros

### Texto y dibujos
- Meutres et chatiments (1991).
- Fantagas (1995).
- Keko el mago (1996).
- Le canard qui aimait les poules (1999).
- Oh merde, les lapins! (2002).
- Gesta dei (2003).
- It was a Dark & Silly night (2003).
- Prints of the West (2004).
- Siboney (Fantagas 2) (2008).
- Hommage à l'arrière cour (2008).
- Tropikal Mambo (2015).
- Fantagas Integrale (2017).
- Buster Mix (2020).
- Saubón, histoires inédites (2023).

### Ilustraciones
- Crónicas del Ángel Gris (1988), de Alejandro Dolina
- La edad del pavo (1990), de Elsa Bornemann
- Much ado about nothing (1995), de William Shakespeare.
- Swan Lake (1999), de Piotr Chaikovski.
- Le lac des cygnes (1999), de Piotr Chaikovski.
- El libro del fantasma (1999), de Alejandro Dolina.